# سرخاب‌سر سیشل
سرخاب‌سر سیشل یا گنجشک یخ در بهشت سیشل (نام علمی: Foudia sechellarum) نام یک گونه از سرده گنجشک‌های یخ در بهشت است.